# Atom Heart Mother (album)
Atom Heart Mother is een studioalbum uit 1970 van de Britse progressieve rockband Pink Floyd. Het album werd geproduceerd door Norman Smith en als technicus was Alan Parsons verantwoordelijk. De groep werkte voor dit album nauw samen met de Schotse componist Ron Geesin.
Het album werd vernoemd naar het titelnummer, dat eigenlijk "The Amazing Pudding" zou heten. Een krantenartikel onder de titel Nuclear drive for woman's heart inspireerde echter de bandleden tot de nieuwe titel. Het titelnummer "Atom Heart Mother" werd opgenomen in EMI's Abbey Road Studios te Londen.
De albumhoes toont een koe in een weiland, zonder enige tekst of andere aanwijzingen. Omdat Pink Floyd vrijelijk wilde experimenteren met allerlei soorten muziek, zonder geassocieerd te worden met een specifieke stijl of imago zochten ze een neutraal hoesontwerp. Storm Thorgerson, geïnspireerd door Andy Warhols koeienbehang, zei later dat hij eenvoudig een stukje het platteland inreed, en het eerste ding fotografeerde dat hij zag. De naam van de koe is Lulubelle III.
Hoewel het album in het Verenigd Koninkrijk een nummer 1-positie behaalde, kwam er vanuit de pers nogal veel kritiek. David Gilmour, Roger Waters en Nick Mason gaven later zelf ook kritiek op hun werk. 
In 1990 gebruikte de Britse formatie The KLF de albumhoes als inspiratie voor het album Chill out. In plaats van een koe sierde een veld met schapen de albumhoes. 

## Tracks
| Nr. | Titel                                                                                   | Duur  |
| --- | --------------------------------------------------------------------------------------- | ----- |
| 1.  | Atom Heart Mother (David Gilmour, Roger Waters, Richard Wright, Nick Mason, Ron Geesin) | 23:44 |

| 1.                 | If (Waters)                                                   | 4:31  |
| 2.                 | Summer '68 (Wright)                                           | 5:29  |
| 3.                 | Fat Old Sun (Gilmour)                                         | 5:24  |
| 4.                 | Alan's Psychedelic Breakfast (Gilmour, Waters, Wright, Mason) | 13:00 |
| Totale duur: 52:44 |                                                               |       |

## Bezetting
- David Gilmour – zang, gitaren, basgitaar en drums op 'Fat Old Sun'
- Rick Wright – piano en andere toetsen, orkestratie, zang op 'Summer '68'
- Roger Waters – basgitaar, akoestische gitaar en zang op 'If', tape-effecten
- Nick Mason – drums, percussie, tape-editing, extra engineering op 'Alan's Psychedelic Breakfast'

## Overige medewerkers
- John Aldiss Choir – zang
- Alan Parsons – techniek
- Peter Bown – techniek
- Ron Geesin – orkestratie
- Hafliði Hallgrímsson – cello (onverm.)
- Alan Styles – stem op 'Alan's Psychedelic Breakfast'
- Philip Jones - koper
- Abbey Road Session Pops Orchestra – koper en orkest

Nummers van Pink Floyd